# Ratpenat de nas ample de Schlieffen
El ratpenat de nas ample de Schlieffen (Nycticeinops schlieffeni) és una espècie de ratpenat vespertiliònid que viu a l'Àfrica. Va ser batejat per Wilhelm von Schlieffen-Schlieffiennburg, el que va trobar el primer espècimen.

## Descripció
Aquesta és una espècie de ratpenat petita, que fa entre 4 i 5 de longitud del cap i el cos, i té un pes d'entre tan sols 3,7 i 5 grams. Tot i que presenta algunes variacions de color al llarg de la seva àrea de distribució, en general té un pelatge de color marró amb les parts interiors blanques o de color gris pàl·lid. Té un crani ample i aplanat amb un musell curt i ample amb escàs pèl. Les orelles són arrodonides i tenen un trague convex. Hi ha un calcani prominent que s'estén fins a mig camí al llarg de l'extrem de l'uropatagi, i una cua proporcionalment llarga d'aproximadament 3 centímetres.
En molts aspectes aquesta espècie s'assembla a Nycticeius humeralis, de Nord-amèrica, del qual es pot distingir fàcilment per un musell més curt i per la forma detallada del bàcul.

## Distribució
Aquesta espècie es troba àmpliament distribuïda arreu d'Àfrica fora de les selves equatorials, on viu en una àmplia franja de territori des de Mauritània i el Senegal, a la costa oest, fins a Namíbia, Sud-Africa, Angola i Moçambic al sud, fins a Kenya i Tanzània a la regió dels grans llacs africans, fins a Etiòpia, Somàlia, Djibouti i Eritrea a la Banya d'Àfrica, i fins al Sudan i Egipte a la vall del Nil. També se la pot trobar al sud-oest de la península Aràbiga.

## Subespècies
Se'n han identificat diverses subespècies. No obstant això, hi ha poc consens sobre el seu estatus i distribució. Les anàlisis més recents, documentades a l'edició de 2005 de Mammal Species of the World, concloïen que no hi havia suficients proves per a considerar cap d'aquestes subespècies, i que, per tant, s'havia de considerar una espècie monotípica.

## Comportament i biologia
Aquesta espècie s'alimenta sobre aigües dolces, com pantans, rius i llacs, i es troba en una àmplia varietat d'entorns de boscos de ribera i sabanes. Com molts altres ratpenats, són animals nocturns que passen el dia dins d'esquerdes de roques o arbres, i poden viure en edificis i cellers construïts per l'home. Sembla que generalment són solitaris, encara que poden viure en petits grups de 3 o 4 individus.
S'ha informat que els crits d'ecolocalització d'aquests ratpenats són de banda estreta amb modulació de freqüència elevada, amb una freqüència que varia entre 39 i 47 kHz. S'alimenten principalment d'coleòpters i tricòpters, i en menor proporció d'arnes, hemípters i mosques. Entre els seus depredadors destaca l'espècie de falcó rapinyaire Macheiramphus alcinus
S'aparellen al juny, encara que les femelles porten l'esperma a l'úter fins a l'agost, mes en què es produeix l'ovulació i la fecundació. En general donen a llum tres cries per ventrada.